# القمة الإسلامية (2003)
مؤتمر القمة الإسلامي العاشر (17 - 16 أكتوبر ‌‌2003م)، عُقد في بوتراجايا بماليزيا، بعنوان «دورة المعرفة والأخلاق من أجل تقدم الأمة».

## أبرز القرارات
- مطالبة المجتمع الدولي بإجبار إسرائيل على وقف بناء وإزالة الجدار العنصري.
- إنشاء صندوق إسلامي لتنمية المناطق المتضررة من الحرب في السودان.